# اس‌ام یوبی-۶۸
اس‌ام یوبی-۶۸ (به انگلیسی: SM UB-68) یک زیردریایی بود که طول آن ۵۵٫۸۳ متر (۱۸۳٫۲ فوت) بود. این زیردریایی در سال ۱۹۱۷ ساخته شد.